# Palazzo Tolomei Biffi
Palazzo Tolomei Biffi, auch Del Chiaro, ist ein historisches Gebäude in Florenz, mit der Adresse Via de’ Ginori 19–21.

## Geschichte

### Die Taddei
Der Palast hat eine Fassade mit architektonischen Merkmalen aus dem 16. Jahrhundert, die wahrscheinlich zwischen dem dritten und vierten Jahrzehnt dieses Jahrhunderts gebaut wurde, als es noch ein „großes Haus“ von Antonio Taddei war.
Zwischen diesem Palast und dem nahegelegenen Palazzo Taddei gab es eine Menge Verwirrung. Auch dieses Gebäude wurde von derselben Familie gebaut, die viele Häuser in dieser Gegend besaß, nach der die Via Taddea benannt wurde, aber der Auftraggeber dieses Gebäudes war Antonio, nicht der Schirmherr und Freund von Schriftstellern und Künstlern Taddeo Taddei.
Die Missverständnisse wurden auch durch die Versetzung eines Tabernakels durch Antonio Sogliani vom Palazzo Taddei in das Haus neben dem Palazzo Tolomei Biffi verstärkt, als die israelische Familie Levi in den Besitz des Palazzo Taddei kam. Als versucht wurde den Ort zu identifizieren an dem Raffael Sanzio Gast gewesen war, wurde das Gebäude aufgrund von Vasaris Beschreibung und des Vorhandenseins eines Tabernakels als Hausnummer 17 jenseits der Via Taddea identifiziert, wobei die Versetzung der Ädikula in der ersten Hälfte des 19. Jahrhunderts ignoriert wurde. Die Gedenktafel zum Gedenken an Raffaels Aufenthalt ist daher an der falschen Stelle angebracht. Nicht nur, dass der Künstler nicht in dem kleinen Eckhaus lebte, nicht einmal im Taddei, sondern in einem Palast, der auf der gegenüberliegenden Seite der Via Taddea lag.
1561 vermietete die Familie Taddei den Palast an Lelio Torelli, den Juristen, der es schaffte die Erbklage zwischen Cosimo I. und Lorenzino de’ Medici mit der Übergabe des Familienbesitzes an den Ersten beizulegen.

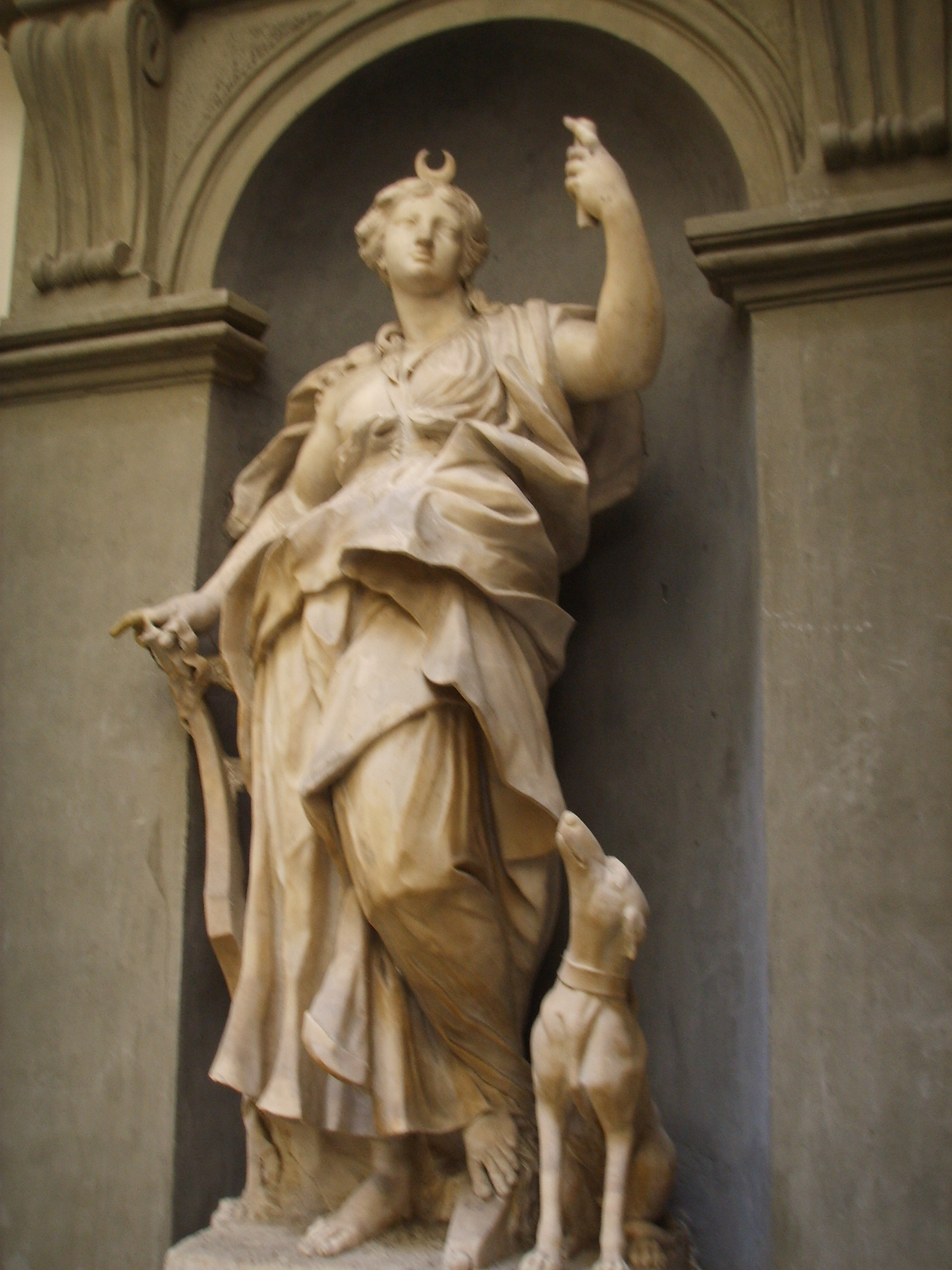
Jägerin Diana von Giovanni Baratta (ca. 1690)

### Die Del Chiaro
1564 wurde der Palast an die Baglioni aus Perugia verkauft, die ihn 1584, an die Galli weiterverkauften. Nach etwa zwanzig Jahren ging er an die Familie Martelli über und zehn Jahre später (1620) waren die Del Chiaro die neuen Besitzer des Gebäudes. Die Familie Del Chiaro, die in der Antike Albizzelli hieß, waren Seidenhändler, waren Ritter des Ordens von Santo Stefano und benutzte die Kirche Santa Maria Maggiore als Grabstätte.
In den Jahren 1692–1694 wurden im Hinblick auf die Heirat zwischen Leon Battista del Chiaro und Maria Ugolini bedeutende architektonische Arbeiten durchgeführt, darunter auch die Integration eines Nachbarhauses. Mit den Bauarbeiten wurde Antonio Maria Ferri betraut. Letzterer vereinheitlicht das bestehende Gebäude mit dem erst kürzlich erworbenen, indem er die Vorderseite von fünf bis sieben Achsen erweitert (mit dem neuen Zusatz auf der rechten Seite), und lediglich die Elemente des 16. Jahrhunderts neu anordnet, die bereits den ältesten Teil auszeichnen, alles „nach dem Geist der architektonischen Tarnung, die andere Eingriffe des florentinischen 17. Jahrhunderts kennzeichnet“ (Martelli). Mit der Verlängerung befand sich das ursprüngliche Portal in einer asymmetrischen Position. Im Erdgeschoss wurden ebenfalls drei große Finestra inginocchiata mit geschwungenen Tympana auf Architraven gebaut, die mit Ziernägel und Triglyphen verziert sind. Auch der Innenhof mit seinen Nischen und Grotten wurde modernisiert. Am Ende der Arbeit wurde das Familienwappen an der Fassade angebracht, drei „zunehmende Monde“ Rot und Blau auf einem Silberfeld.
In der letzten Phase der Arbeiten (1694) wurden die repräsentativen Räume mit neuen Fresken geschmückt.
Die Familie Del Chiaro besaß das Gebäude bis 1742, als die Familie ausstarb.

### Die Tolomei Biffi
1743 ging der luxuriöse Palast an die Compagnia di San Marco über, die ihn kurz darauf an die Tolomei-Familie von Florenz verkaufte. Diese alte florentinische Familie (nicht zu verwechseln mit den Tolomei aus Siena) stammt ursprünglich aus Legri im Val di Marina und ist seit 1246 mit der Kapelle und den Gräbern in der Kirche Santo Stefano bekannt, sowie mit ihrem ersten Priorat im Jahr 1300. Sie wurden Tolomei Gucci genannt, mit dem Namen Tolomeo di Guccio. Sie betrieben den Seidenhandel und hatten wirtschaftliche Interessen mit vielen Bankgesellschaften. Sie wurden 1591 zu Adeligen, nachdem sie eine Commenda des Ordens der Ritter von St. Stephan gegründet hatten.
Neri di Baccio Tolomei heiratete Margherita Frescobaldi, die dreitausend Scudi als Mitgift mitbrachte, dank derer das an den Palast angrenzende Haus in der Via de’ Ginori 23 gekauft und ausgebaut wurde. Die beiden Häuser, das eine mit der Nummer 19 und das andere mit der Nummer 23, werden das große Haus und das kleine Haus (heute auch Palazzo Tolomei genannt) genannt.
Die Tolomei Gucci wurde zu Tolomei Biffi, weil im Testament von Girolamo Biffi, Onkel von Neri Maria Tolomei, auch die Verpflichtung zur Änderung des Familiennamens enthalten war. Nach diesem Erbe wurde das Piano nobile des Palastes im Auftrag von Neri Maria mit Fresken bemalt und mit vergoldeten Stuckaturen verziert, die auch die beiden Wappen von Tolomei und Biffi anbringen ließ, wobei das erste drei Traubenblätter mit einem Goldband auf blauem Grund mit dem Schildhaupt von Anjou und das zweite einen schwarzen Adler auf goldenem Grund darstellte. Das Wappen der Tolomei Gucci, bestehend aus drei Blättern und drei Lilien, sind auf vier Anhängern angebracht und das der Biffi ist auch auf dem schmiedeeisernen Tor nach der Tür sichtbar.
1850 verkaufte Paolo di Neri Maria di Jacopo die beiden Gebäude an Giuseppe Garzoni Venturi, der aus einer ursprünglich aus Lucca stammenden Familie stammte, der Abgeordneter, Bürgermeister von Florenz und Senator des Königreiches wurde. Nach dem Tod von Garzoni Venturi wurden die Paläste von seiner Tochter, der Frau von Gian Paolo Poschi Meuron, übernommen, die die beiden Paläste bis zum Ersten Weltkrieg behielt. Später ging es an die Familie Isola über, die mit großem Engagement eine lange und beharrliche Restaurierung des gesamten Gebäudes erfolgreich durchgeführt hat.
Der Palast steht in der 1901 von der Generaldirektion für Antiquitäten und bildende Kunst erstellten Liste als monumentales Gebäude, das als nationales Kunsterbe gilt.

## Beschreibung

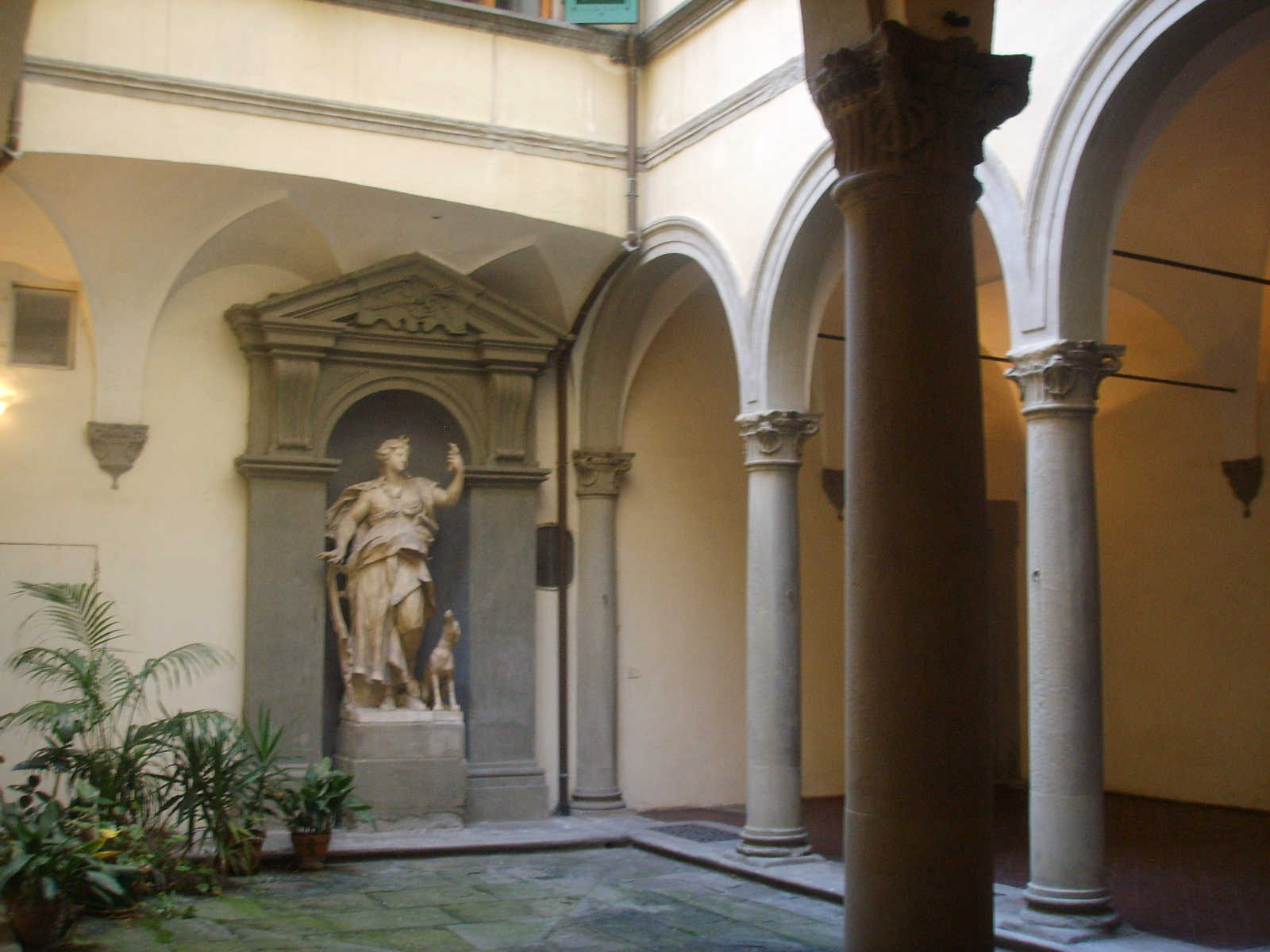
Der Hof

### Außen
Die Vorderseite des Gebäudes ist von bemerkenswerter Schönheit und erstreckt sich über drei Etagen, die auf sieben Achsen angeordnet sind. Die architektonischen Elemente der Fassade sind alle aus Stein und heben sich vor dem Hintergrund des hellen Putzes im traditionellen florentinischen Stil ab. Im Erdgeschoss, auf der Achse der ältesten Fassade, befindet sich die von Steinquadern eingerahmte Tür, flankiert von zwei großen Finestre inginocchiate; rechts folgt ein zweiter Eingang (mit der Nummer 21) und dann ein weiteres Fenster. In den Obergeschossen sind die Fenster geschwungen und ebenso rustikal ausgerichtet. In der Mitte befindet sich ein großes Schild mit dem Wappen der Familie Del Chiaro. Bemerkenswert ist auch die Nietentüre aus dem 17. Jahrhundert sowie die Öffnung für den Wein.

### Hof
Vom Portal aus, das mit radial angeordneten Quadern und dem Quader des Ecksteines („Tropfen“) ausgekleidet ist, gelangt man in die gewölbte Eingangshalle, die zum Treppenhaus (mit Herkulesstatuen in den Nischen) und zum Innenhof führt. Der Innenhof, der auf die Zeit des Taddei (erste Hälfte des 16. Jahrhunderts) zurückgeht, hat eine Loggia mit zwei zusammenhängenden Seiten, mit Steinsäulen aus dem 16. Jahrhundert, die Rundbögen und ein Kreuzrippengewölbe tragen. Die anderen beiden Seiten haben eine vorgewölbte Struktur und von Lünetten und Gewölbesegmenten getragen wird, die auf den Konsolen verbunden sind. Sowohl die Giebel als auch die Kapitelle sind Florentiner Handwerkskunst und gehen auf die Wende des 15. und 16. Jahrhunderts zurück.
Die Fassade zum Innenhof weist ein Gurtgesims und eine Fensterbankreihe auf; hier stammen die „Trauffenster“ aus der Zeit von Del Chiaro. An einer Wand des Innenhofes befindet sich ein ummauerter Kamin mit dem Wappen von Del Chiaro aus dem frühen 16. Jahrhundert und das aus einer anderen Familienresidenz stammt.
Die bemerkenswerte Marmorstatue der Jägerin Diana mit dem Hund, wurde um 1690 von Giovanni Baratta geschaffen. Sie ist das wertvollste Element des Innenhofes, das sich in einem nischenartigen Tympanon befindet, und vom Portal als perspektivischer Schwerpunkt dient.
Hinter einem Tor auf der Südseite befindet sich eine kleine Grotte, die aus einer mit schwammigen Felsen geschmückten Nische und einer Delphinstatue besteht. Auch diese wurde Ende des 16. Jahrhunderts von Leon Battista Del Chiaro nach der damals unter Adelsfamilien vorherrschenden Mode hergestellt.

### Innen
In den Empfangsräumen des Palastes ließ die Familie Del Chiaro spätbarocke Fresken malen. In der Galerie von Giuseppe Nicola Nasini die Allegorie der Kaufmannsaktivitäten der Familie Del Chiaro und im Ballsaal mit doppelter Höhe von Alessandro Gherardini der Triumpf des Sonnengottes Apollo (in einem Stuckrahmen von Giovanni Battista Ciceri), mit eindeutigem Bezug auf den Nachnamen Del Chiaro.

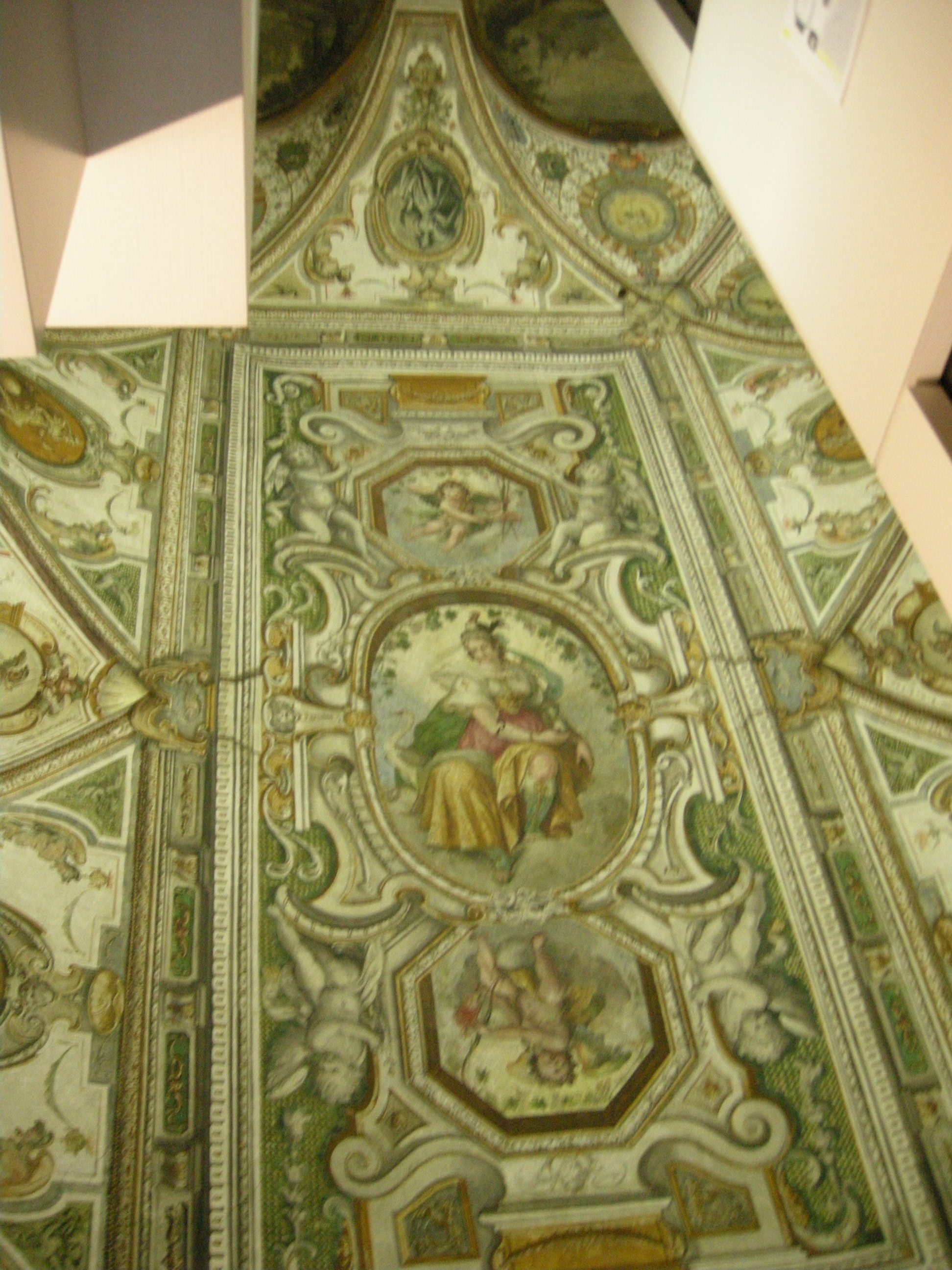
Raum der Grotesken

Im Erdgeschoss befindet sich auch ein mit Fresken versehener Raum mit Grotesken und Szenen aus dem späten 16. Jahrhundert, die sich auf den Kreis von Michelangelo Cinganelli beziehen, und ein Zimmer aus dem 19. Jahrhundert als Piano nobile.

## Galerie

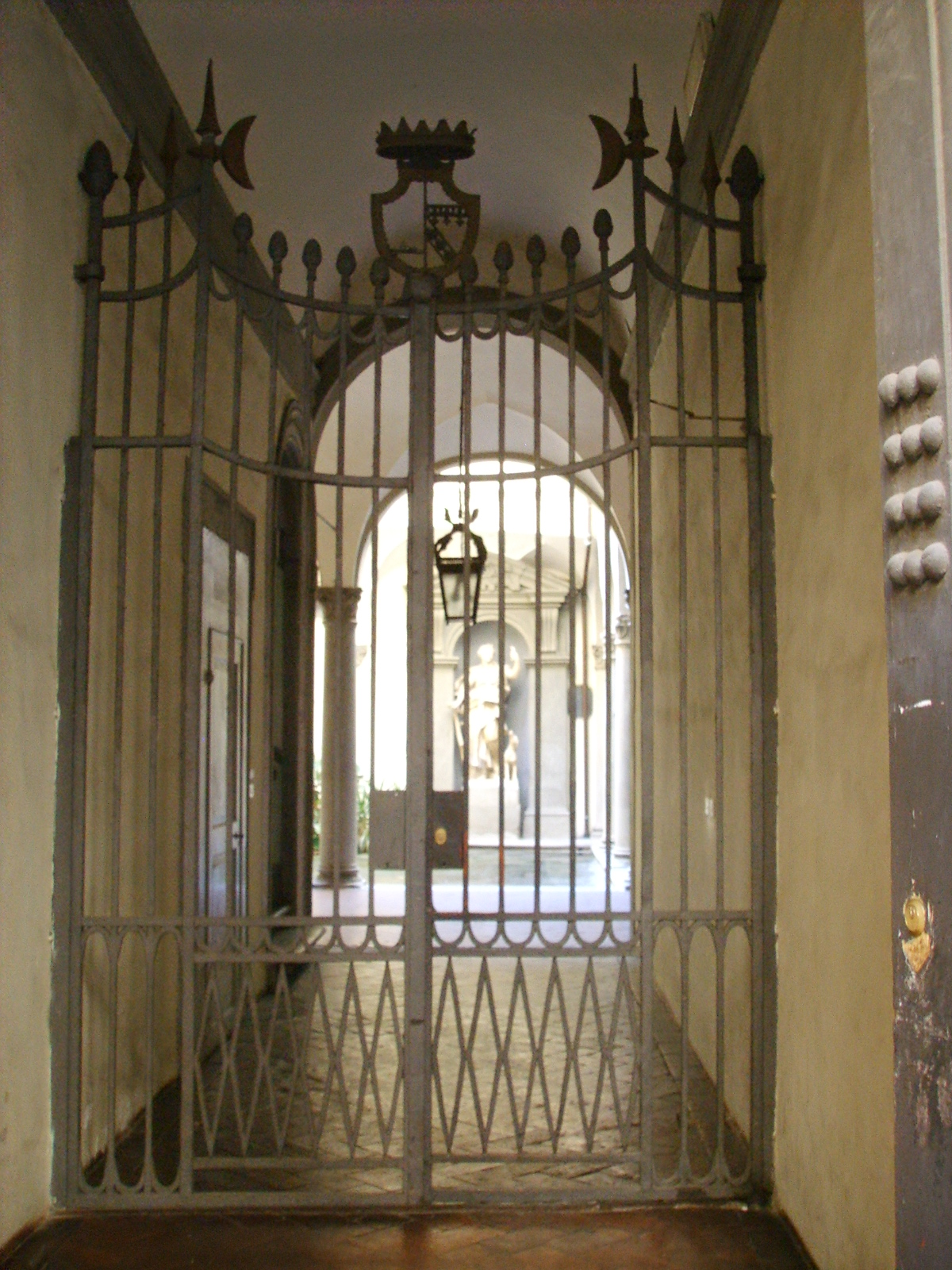
Das Gitterwerk
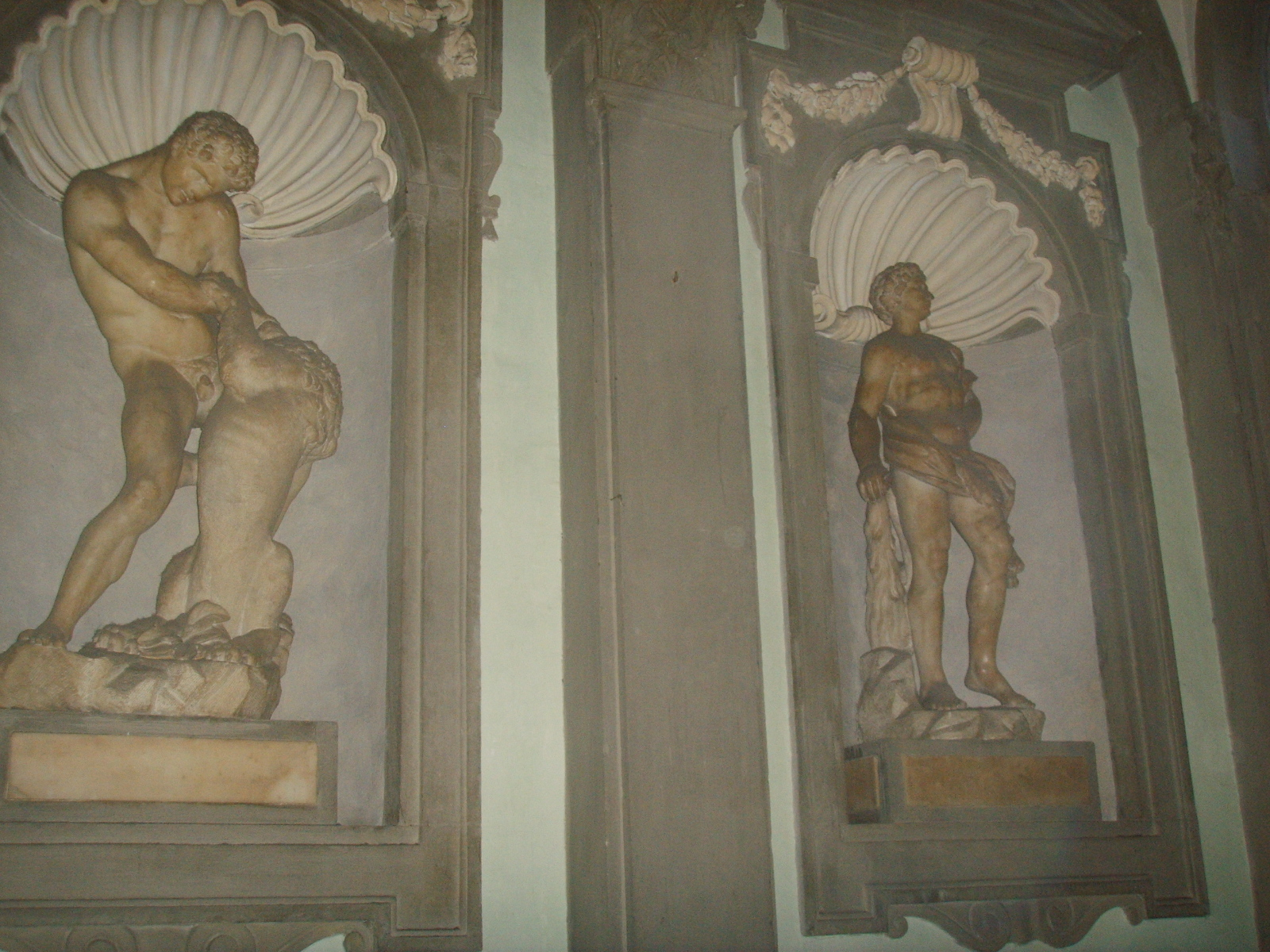
Herkulesstatuen im Treppenhaus
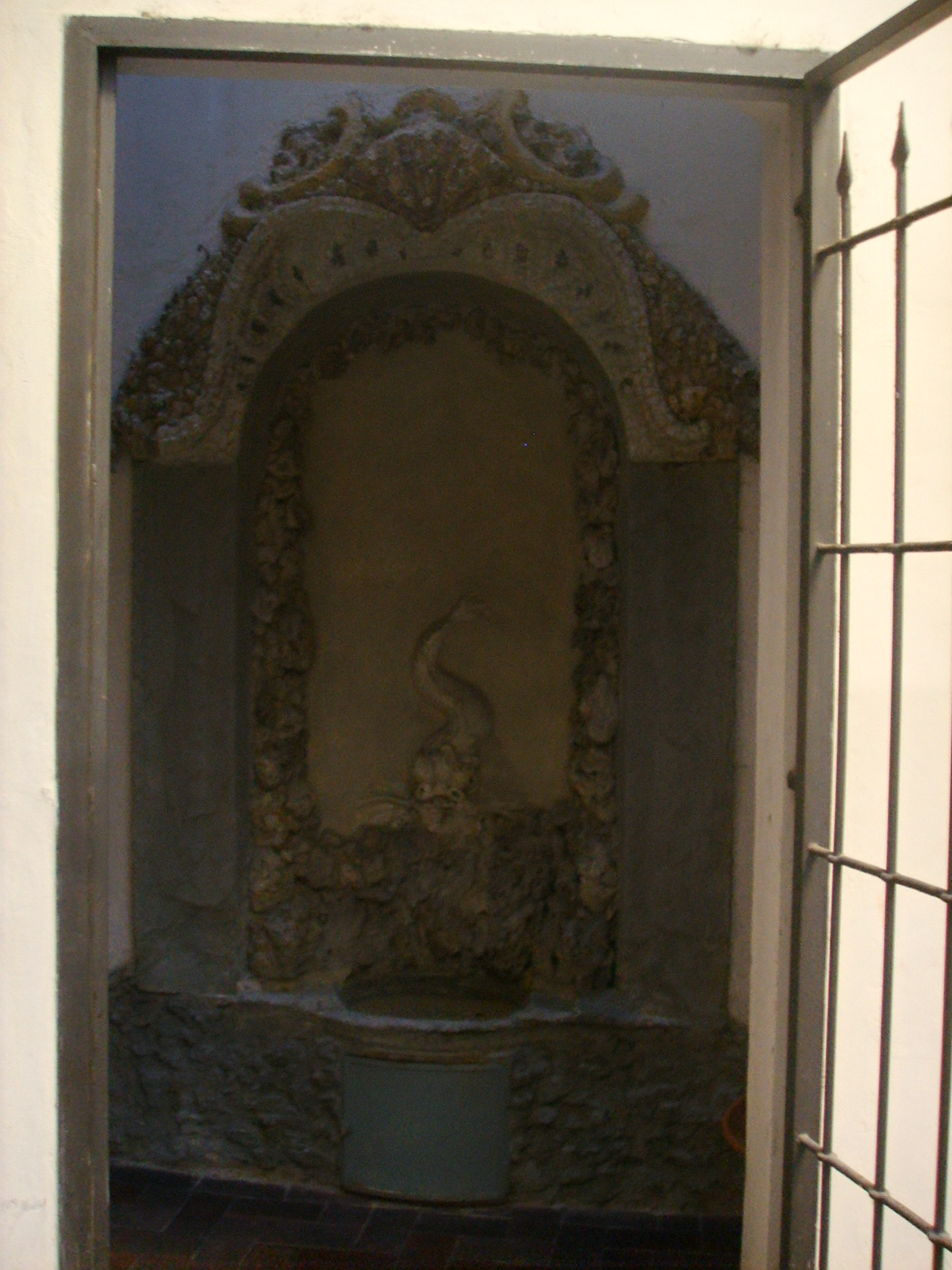
Die Grotte
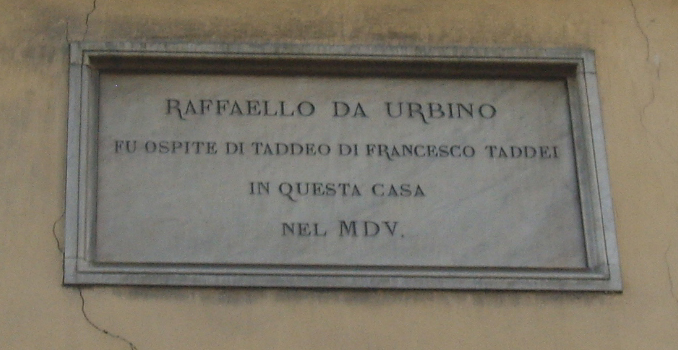
Tafel des Raffaell Sanzio